# Alnarp
Alnarp ist ein Ortsteil von Lomma in der gleichnamigen Gemeinde der südschwedischen Provinz Skåne län und der historischen Provinz (landskap) Schonen. Alnarp ist einer der Sitze der Schwedischen Universität für Agrarwissenschaften (Sveriges Lantbruksuniversitet, SLU).
Alnarp liegt am Südrand des Gemeindehauptortes Lomma, westlich von Åkarp und nördlich des Malmöer Ortsteils Arlöv. Die Küste des Öresunds verläuft rund einen Kilometer westlich. Nahe dem Ort führen die Bahnlinie der Södra stambanan von Malmö nach Lund sowie die Europastraßen 6 und 20 vorbei.
Im Alnarp befindet sich ein Landwirtschaftsmuseum sowie ein der Öffentlichkeit zugänglicher Botanischer Garten. Im Garten liegt das 1862 erbaute Schloss Alnarp.
Vor 2015 war Alnarp vom Statistiska centralbyrån als eigenständiger Småort mit zuletzt (2010) 107 Einwohnern auf einer Fläche von 41 Hektar ausgewiesen, bevor es mit Lomma zusammenwuchs.

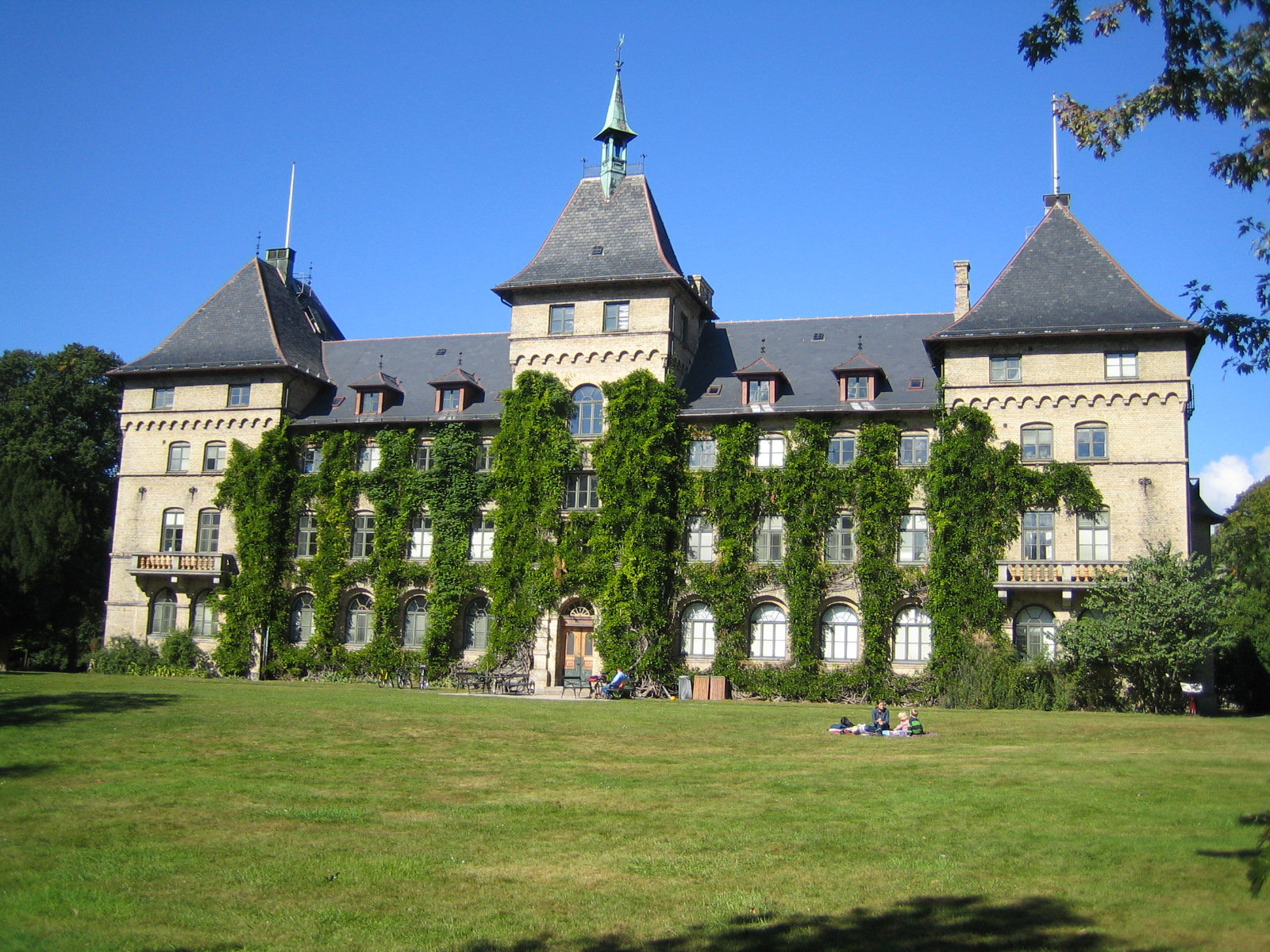
Schloss
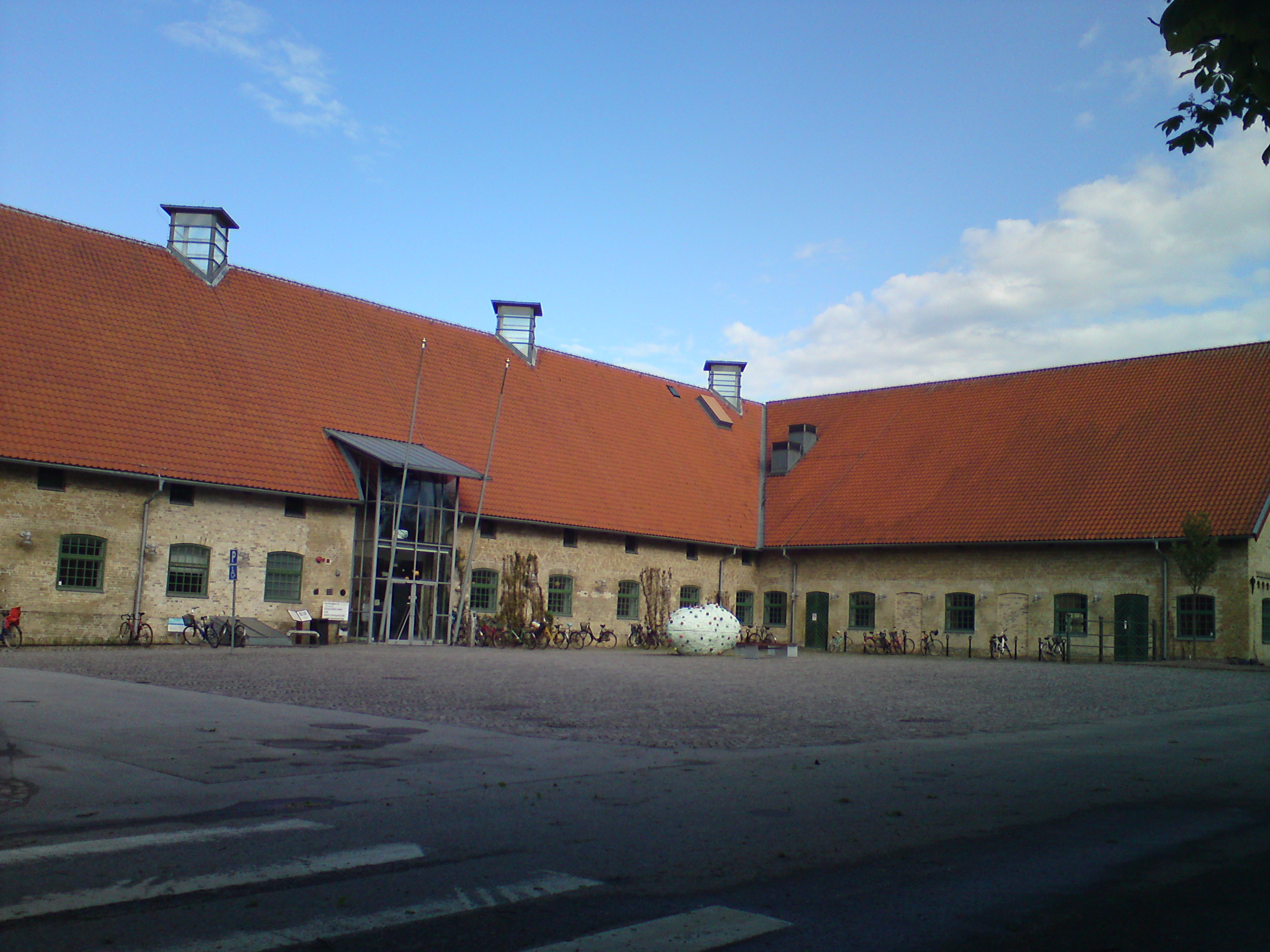
Gebäude der SLU
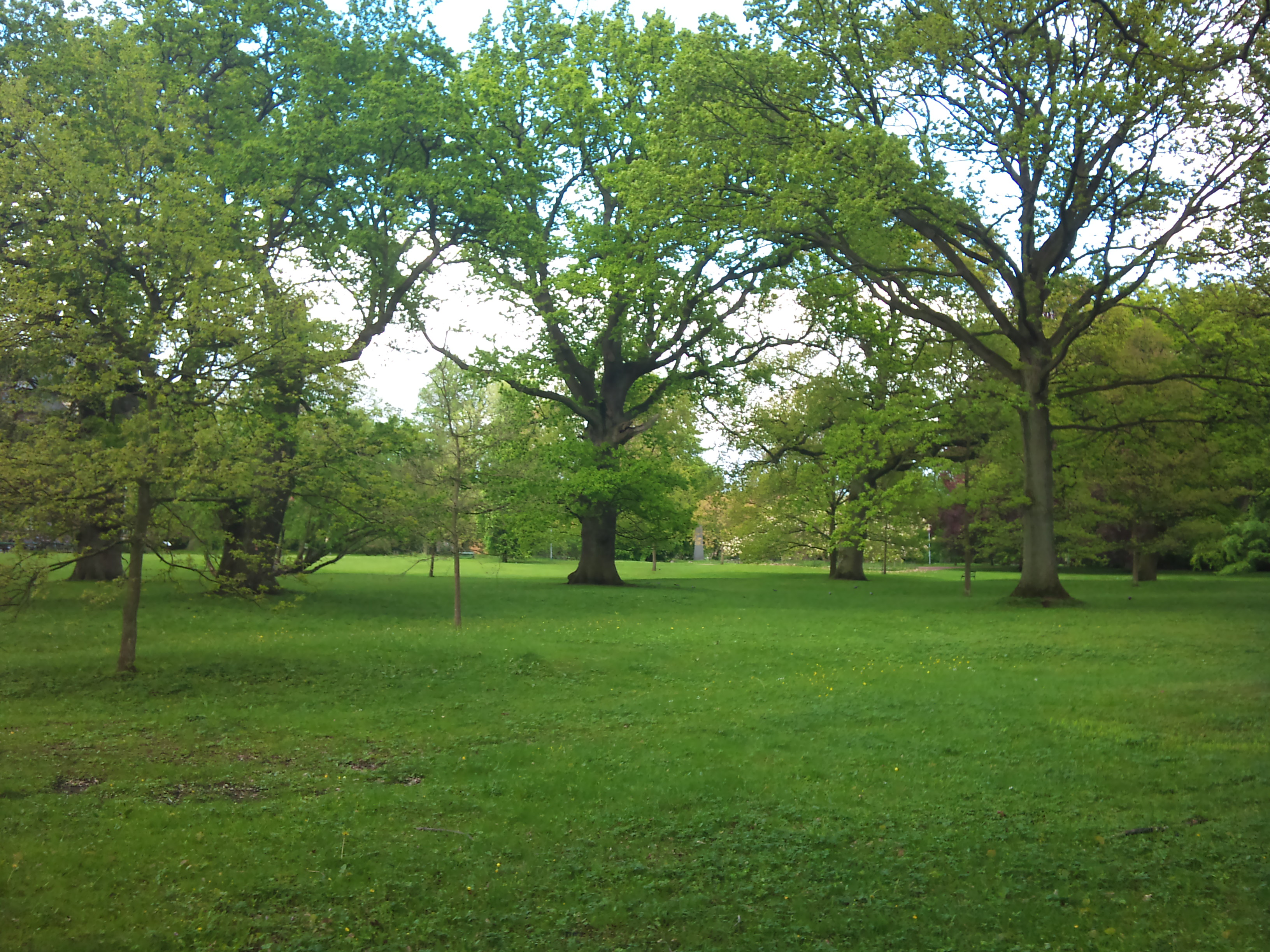
Alnarpsparken